# Flemming Rose

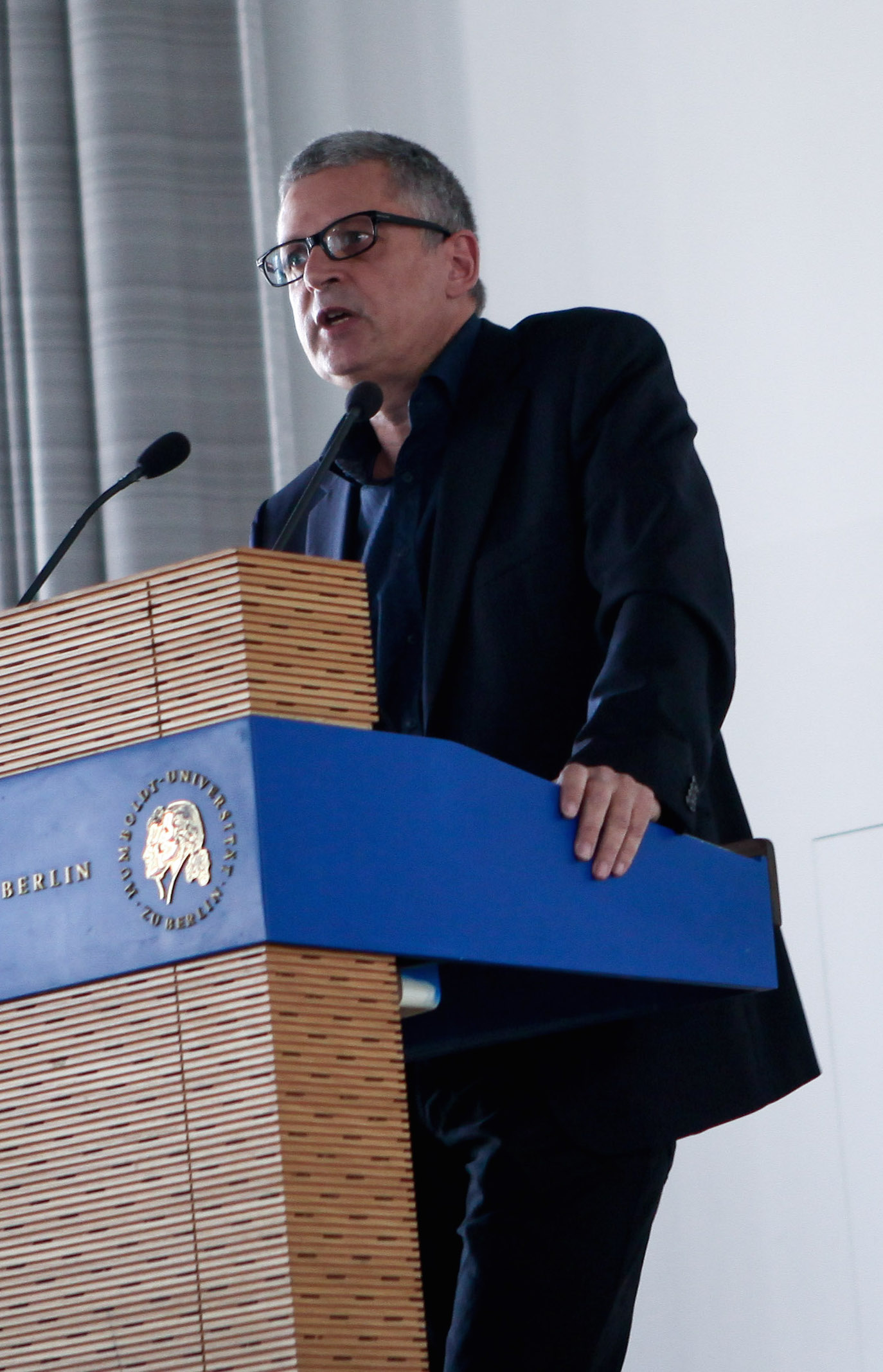
Flemming Rose in 2015

Flemming Rose (11 maart 1958) is een Deense journalist en redacteur van de Deense krant Jyllands-Posten. Hij was de eerste die de gewraakte cartoons over Mohammed publiceerde.